# 前十字靭帯損傷
前十字靭帯損傷（ぜんじゅうじじんたいそんしょう）は、前十字靭帯（ACL）が伸びている、部分的に裂けている、または完全に裂けている状態のことである。最も一般的に診られる損傷は完全に裂けている状態である。症状には、痛み、損傷の際に靭帯が裂ける音、膝の不安定感、関節の腫れなどがあげられる。腫れは通常、損傷してから数時間以内に現れる。症例の約50％には、周囲の靭帯、軟骨、半月板などの膝の構造の損傷が伴う。
根本的な起因には、多くの場合、急激な方向転換、突然の停止、ジャンプ後の着地、または膝への直接の接触などがあげられる。一般的にスポーツ選手によく診られ、特にアルペンスキー、サッカー、アメリカンフットボール、バスケットボール選手に多い。診断は通常、身体所見によって行われ、場合によっては磁気共鳴画像法（MRI）が用いられることもある。身体所見では、膝関節周辺の圧痛、膝の可動域の減少、過度の関節の緩みが多く診られる。
予防は、神経筋トレーニングと体幹強化をすることである。推奨される治療は、希望する運動水準によって異なる。将来の運動水準が低い人には、装具（ブレース）や理学療法などの非外科的治療で十分な場合がある。運動水準が高い人には、関節鏡による前十字靭帯再建である外科的治療が推奨される場合がほとんどである。再建手術は、体の別の部分または死体から採取された腱との置換が施される。手術後のリハビリには、関節の可動域をゆっくりと広げ、膝の周りの筋肉を強化するトレーニングが行われる。手術が推奨される場合は、通常、損傷による最初の炎症が解消されるまで手術は実施されない。
米国では年間約200,000人が罹患している。一部のスポーツでは、女性の方がACL損傷のリスクが高いが、その他のスポーツでは、男女両方に等しくリスクがある。成人患者のACLが完全に裂けた状態である方が変形性膝関節症の発症率が高くなるが、治療法によってこのリスクが変わることはない。